# 逸村

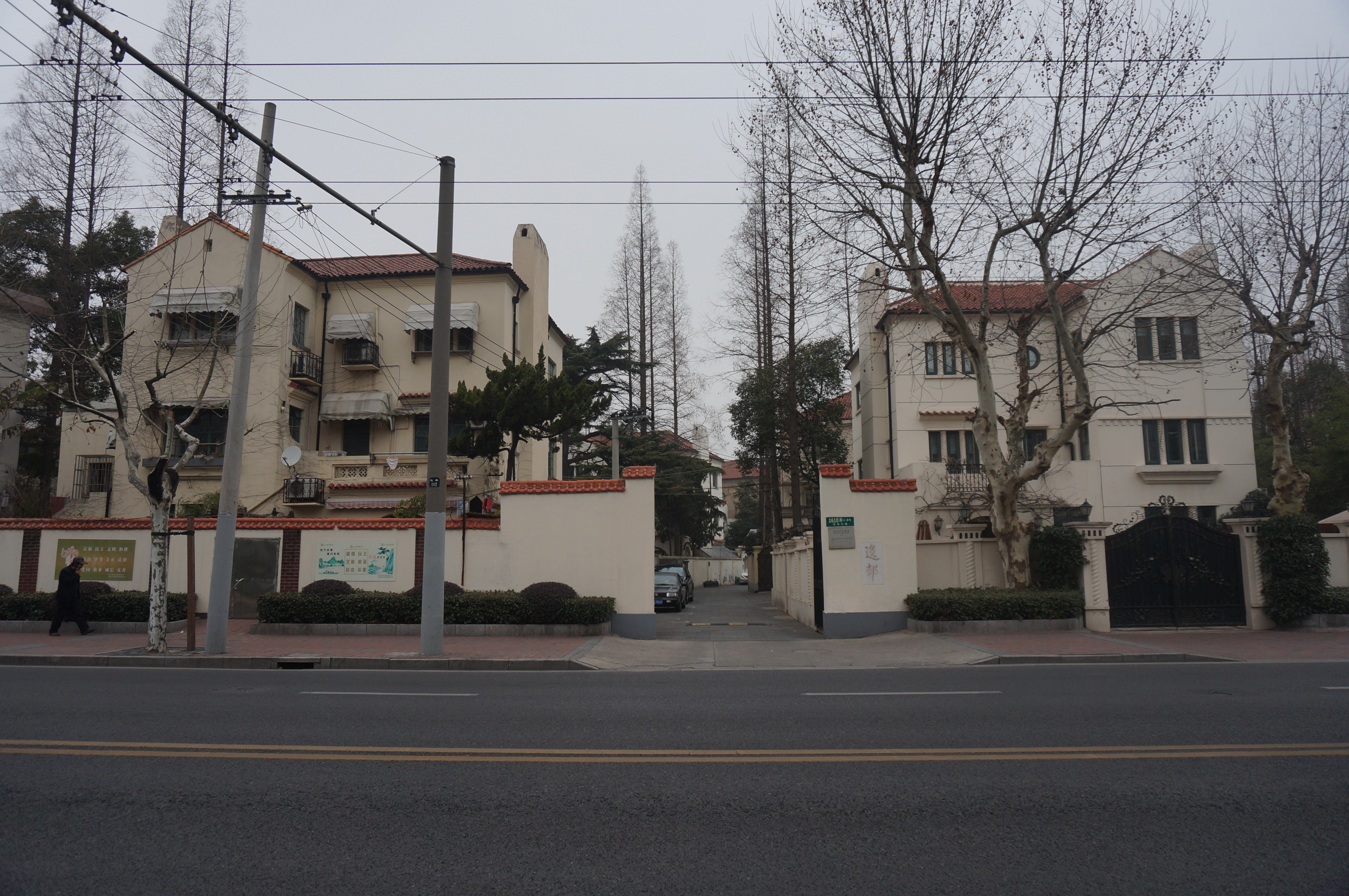
逸村

逸村是中国上海的一处历史建筑，属于花园里弄住宅，位于今徐汇区淮海中路1610弄（近湖南路），共有8幢（1-8号）。逸村由潘志衡的远东企业公司投资，由华业工程股份有限公司设计，建于1942年，建筑面积4267平方米，西班牙式风格，3层砖混结构。
紧邻林森中路（淮海中路）的逸村2号在1948年曾为蒋经国住宅。国民党中统局局长徐恩曾于1945-1949年间住在逸村7号。杜月笙的八姨太亦曾住在逸村。1994年，逸村被列为第二批上海市优秀历史建筑，编号D-Ⅲ-008。